# Лакосте, Карлос
Карлос Альберто Лакосте (исп. Carlos Alberto Lacoste; 2 февраля 1929, Буэнос-Айрес — 24 июня 2004, Буэнос-Айрес) — аргентинский военный, вице-адмирал, спортивный функционер. Фактический правитель Аргентины в 1981 году.

## Биография
Выходец из семьи французского происхождения, был двоюродным братом жены Хорхе Виделы, а его жена Геба Анхелика Април была родственницей жены Леопольдо Галтьери.
В 1944 году окончил Национальный колледж Буэнос-Айреса. В 1948 году в звании мичмана окончил Военно-морскую академию. В 1955 году участвовал в государственном перевороте, свергнувшей президента Хуана Перона. В 1961—1967 годах жил в США, где прошёл обучение в сфере военного управления и вооружений.
В 1974 году вошёл в комитет, созданный при Министерстве социального обеспечения, для организации Чемпионата мира по футболу 1978 года, который должен был пройти в Аргентине. После загадочной смерти бригадного генерала Омара Актиса возглавил организационный комитет чемпионата. Бывший на тот момент министром финансов Аргентины Хуан Алеманн выступил с обвинениями в адрес адмирала в коррупции, а затем — в организации взрыва в его доме. Федеральная палата Буэнос-Айреса также назвала безосновательным превышение начальной сметы на проведение первенства на 443 %.
В декабре 1981 года в результате переворота было свергнуто правительство генерала Виолы. Лакосте стал де-факто президентом Аргентины (11–22 декабря 1981) в пределах правления военной диктатуры. На посту главы государства его сменил Леопольдо Фортунато Галтьери. Был назначен министром социального обеспечения.
После падения военного правительства он сохранил свои связи с футбольными ассоциациями, став представителем Южной Америки в FIFA, а в 1986 году был назначен руководителем аргентинской футбольной федерации на чемпионате мира в Мексике.